# Philharmonie Luxembourg
La Grande-Duchesse Joséphine-Charlotte Concert Hall (Francese: Salle de concerts grande-duchesse Joséphine-Charlotte, Tedesco: Konzertsaal Großherzogin Joséphine-Charlotte) è una sala da concerto situata sull'altopiano di Kirchberg nella città di Lussemburgo. Inaugurata nel 2005, ora ospita circa 400 spettacoli ogni anno ed è una delle principali sale da concerto in Europa.

## Storia

### Origini
L'ispirazione per la costruzione di una sala da concerto a Lussemburgo è strettamente legata alla vecchia RTL Symphonic Orchestra, ora conosciuta come Orchestra Filarmonica del Lussemburgo (OPL - Orchestre Philharmonique du Luxembourg). Con la privatizzazione della RTL nel 1992, il canale non era più obbligato a sostenere un'orchestra. Lo Stato lussemburghese decise di affidare l'orchestra ad una istituzione appositamente creata per questo scopo, la Fondazione Henri Pensis. Questo passo agì da catalizzatore per l'azione politica a favore della costruzione di un'adeguata sala da concerto.
Nel 1995 il Lussemburgo fu nominato Capitale europea della cultura. Il grande successo di questa iniziativa dimostrò la necessità di sviluppare ulteriormente le strutture culturali. Nello stesso anno il Parlamento lussemburghese prese la decisione di costruire, tra le altre nuove strutture, una sala da concerto.

### Costruzione
Nel 1997 il progetto di Christian de Portzamparc fu selezionato al termine della competizione architettonica internazionale lanciata dall'Amministrazione per gli edifici pubblici. I lavori di costruzione della nuova sala da concerto sono stati effettuati tra la primavera del 2002 e l'estate del 2005.

### Apertura
Il 26 giugno 2005 la Philharmonie aprì le sue porte al pubblico per la prima volta. 222 giovani musicisti di diversi gruppi musicali del Lussemburgo parteciprono alla creazione di un'installazione sonora del compositore Renald Deppe. Con due altre creazioni eseguite nello stesso pomeriggio questo lavoro segnò l'inizio di 8 giorni di festeggiamenti, durante i quali 750 musicisti suonarono davanti a più di 15.000 visitatori.
La sera del 26 giugno la Salle de Concerts Grande-Duchesse Joséphine-Charlotte fu ufficialmente aperta alla presenza del Granduca Enrico di Lussemburgo, rappresentanti di alto profilo dello Stato e ospiti d'onore dal Lussemburgo e dall'estero in una cerimonia ufficiale a segnare la fine della presidenza lussemburghese del Consiglio dell'Unione europea. In una prima mondiale l'Orchestra Filarmonica del Lussemburgo eseguì la Sinfonia n. 8 di Krzysztof Penderecki, commissionata dal Granducato di Lussemburgo per l'occasione.

## Architettura e acustica
L'idea iniziale dell'architetto Christian de Portzamparc era quella di marcare l'ingresso nel mondo della musica attraverso un filtro naturale. Questa idea divenne realtà sotto forma di 823 colonne di facciata in acciaio bianco, disposte in tre o quattro file. La fila interna di colonne contenenti le strutture tecniche, la seconda che supporta le finestre e la terza di natura statica.
Tra il filtro di colonne e il nucleo centrale, un vasto peristilio costituisce il foyer, che avvolge il Grand Auditorium. Rampe, scale e passerelle conducono nella sala da concerto, circondandola e collegandola ai palchi.
La Salle de Musique de Chambre, la biglietteria e l'accesso al parcheggio sotterraneo non sono all'interno dell'edificio principale, ma sono accanto ad esso all'interno di due gusci rivestiti in alluminio che si appoggiano al filtro delle colonne.
Il design acustico delle tre sale è opera dell'esperto di acustica cinese Yaying Xu con AVEL Acoustique (Jean-Paul Lamoureux et Jérôme Falala).

### Grand Auditorium
Progettato sul concetto di una «scatola da scarpe», il Grand Auditorium ha un volume di quasi 20.000 m³ e può accogliere fino a 1.500 ascoltatori. Per superare i vincoli di una stanza rettangolare e per soddisfare condizioni acustiche ottimali, otto torri di cassoni si trovano attorno alla platea in modo irregolare e contribuiscono alla distribuzione uniforme del suono. Come nel teatro shakespeariano il pubblico è coinvolto nello spettacolo con un palcoscenico visibile da tutti i lati e un'area del coro che può essere adattata a posti aggiuntivi.
Il tempo di riverbero è compreso tra 1,5 e 2 secondi. L'acustica può essere adattata alle diverse esigenze musicali, grazie alla flessibilità delle tende del palcoscenico e all'installazione di un riflettore acustico regolabile composto da tre parti. Situato sopra il palco, il riflettore dirige il suono verso il pubblico e consente ai musicisti di sentirsi meglio l'un l'altro.
Il progetto tecnico del palco, con 21 piattaforme modificabili, consente numerose variazioni di palcoscenico a seconda della formazione del concerto.

### Sala della musica da camera
La Salle de Musique de Chambre (sala della musica da camera) può accogliere fino a 313 persone. Due pareti arrotondate a forma di conchiglia e il riflettore posizionato sopra il palco garantiscono una distribuzione ottimale del suono. I visitatori accedono alla sala attraverso la passerella che corre lungo la parete curva.

### Spazio della scoperta
Situato nel seminterrato della Philharmonie, l'Espace Découverte (Spazio della scoperta) si distingue per l'equipaggiamento tecnico e la grande versatilità e può accogliere fino a 180 persone. La sua acustica può essere modificata grazie alle pareti rimovibili. Questo spazio è utilizzato per la musica sperimentale ed elettronica, progetti nel campo del cinema, dell'arte o del video, laboratori e per un gran numero di concerti e spettacoli per bambini e giovani.

## Organizzazione
La struttura amministrativa della Philharmonie è delineata nella legge del 21 novembre 2002 relativa alla costruzione di una struttura pubblica denominata Salle de Concerts Grande-Duchesse Joséphine-Charlotte. Nel gennaio 2012 la Philharmonie e l'Orchestra Filarmonica del Lussemburgo "si sono fuse sia artisticamente che amministrativamente". Il presidente del consiglio di amministrazione è Pierre Ahlborn e l'amministratore delegato è Stephan Gehmacher.

### Orchestra in residenza
Fin dalla sua apertura la Philharmonie è stata la sede dell'Orchestra Filarmonica del Lussemburgo in residenza permanente, della quale Gustavo Gimeno è il direttore musicale e direttore d'orchestra dal 2015.

### ECHO
Nel novembre 2005 la Philharmonie entrò a far parte della European Concert Hall Organization (ECHO). Come membro di questa rete che riunisce le più grandi sale da concerto europee, la Philharmonie organizza in particolare la serie Le stelle nascenti il cui obiettivo "è quello di portare i giovani ed eccezionali giovani artisti verso nuovi pubblici internazionali".

## Programma
Dal lancio della sua prima stagione nel settembre 2005, la Philharmonie Luxembourg ha accolto artisti internazionali come parte di un programma variegato:
- Orchestra
- Musica da camera e recital
- Jazz, world music ed easy listening
- Musica contemporanea

Gran parte del programma ruota anche intorno ai concerti pubblici per i giovani, con diverse serie di spettacoli adatti a ciascuna fascia di età, in diverse lingue (a seconda dello spettacolo: francese, tedesco, inglese, lussemburghese):
- 1.2.3 ... musica (0-3 anni)
- Loopino (3-5 anni)
- Bout'chou (3-5 anni)
- Philou (5-9 anni)
- Musek erzielt (5-9 anni)
- Miouzik (9-12 anni)
- Familles (6-106 anni)
- iPhil (13-17 anni)

Tre festival sono legati alla Philharmonie:
- Giorni piovosi: ospitato dal 2005 dalla Philharmonie, questo festival di musica contemporanea si svolge ogni anno a novembre.
- Festival del Lussemburgo: organizzato in collaborazione con il Grand Théâtre della Città di Lussemburgo dal 2007, si svolge all'inizio della nuova stagione.
- Atlântico: la prima edizione di questo festival incentrata sulle tradizioni musicali dei paesi di lingua portoghese si è tenuta nell'ottobre 2016.

Inoltre la Philharmonie ospita anche concerti, eventi e conferenze organizzati da terze parti. Complessivamente nel 2014 si sono svolti 430 eventi presso la Philharmonie.